# Andouille

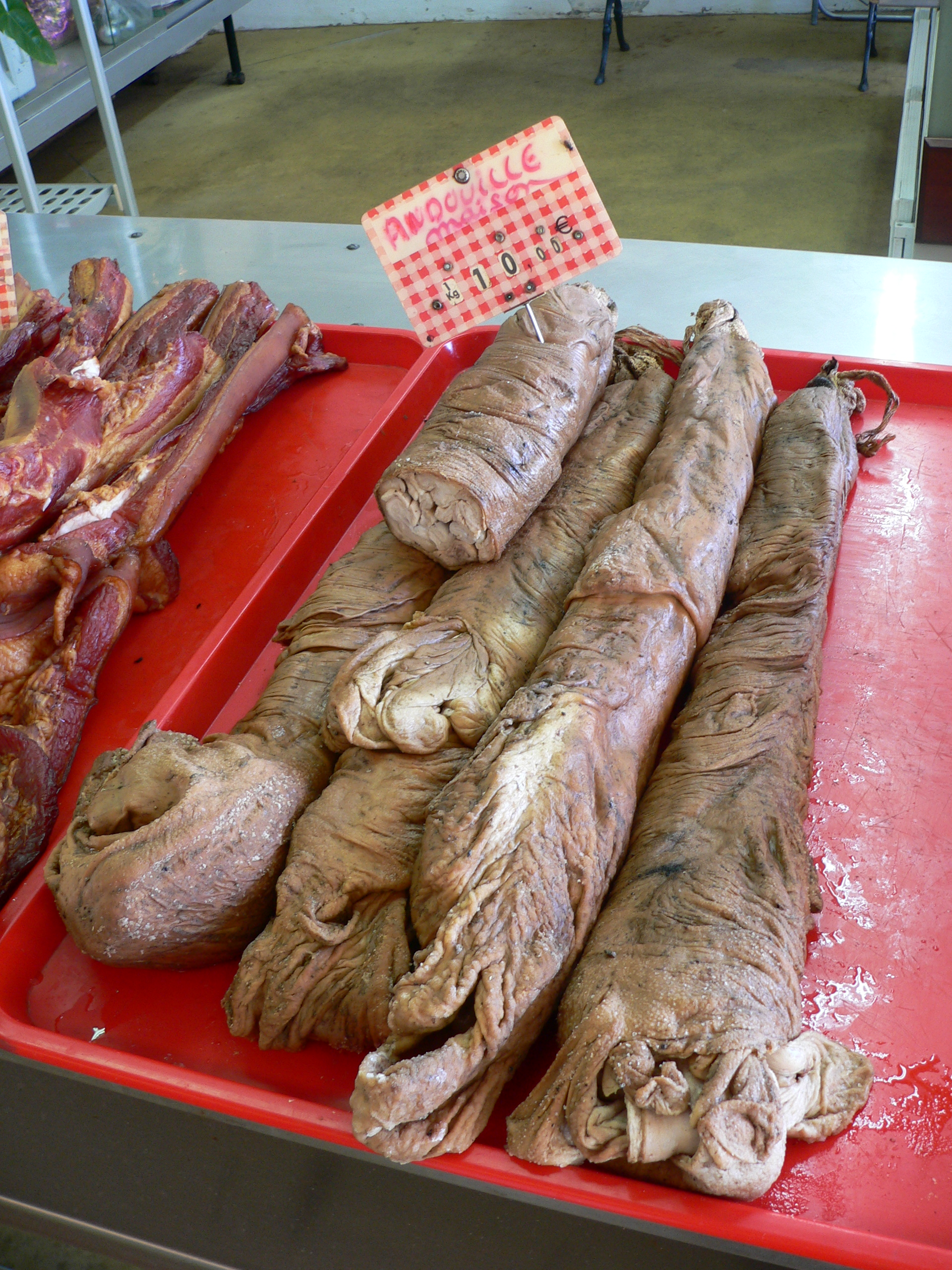
Andouille creola de La Réunion.

L'andouille è il nome generico sotto il quale vengono indicate elaborazioni di salumeria diverse, anche fortemente differenziate, che riflettono tradizioni locali anche molto antiche, inegualmente codificate dal Code des usages de la charcuterie (Codice d'uso della salumeria), redatto come riferimento per gli operatori professionali.
Molto comunemente si tratta di salumeria composta di trippa del maiale: intestino crasso (40 % circa), intestino tenue (43 % circa), altre componenti di trippa (17 % circa), senza aggiunta di grassi né di leganti, con aggiunta invece di sale da cucina, pepe, spezie ed erbe aromatiche da cucina. Il concetto di utilizzo molto prevalente di elementi dell'apparato digerente del maiale non è tuttavia applicabile a certi tipi di andouille (andouille di carne, di cotenna, di cavallo, andouille rosse o sabardin).
Il termine andouille è frequentemente utilizzato a partire dal medioevo, ma con significati spesso imprecisi e molto diversi fra loro.

## Modi di produzione e denominazioni
L'andouille, nel contesto attuale (così come la propongono salumieri con grandi superfici di lavorazione o meno), è di origine esclusivamente suina, salvo il caso molto particolare e marginale dell'andouille di cavallo. 
Secondo il Code des usages de la charcuterie, è una mescolanza o un insieme eterogeneo di diversi costituenti, insaccato in un tubo cilindrico di diametro e lunghezza variabili. Il prodotto si presenta comunemente sotto la forma di un cilindro irregolare da 25 a 30 cm di lunghezza e da 4 a 6 cm di diametro, arrotondato alle estremità. A una di queste uno spago serve per appenderlo.
La maggior parte delle andouille sono affumicate (salvo le andouille dette "di carne" e sabardin; è obbligatorio precisare nella denominazione di vendita che un prodotto fa eccezione evitando l'affumicatura).
Certe andouille tradizionali, ma molto meno diffuse, vanno cotte lentamente, eventualmente dopo la dissalatura, in questo ben diverse dai tipi Vire o Guéméné ben noti, il più spesso affettati in rondelle per gustarsi come aperitivo (se non sono addirittura già vendute al dettaglio affettate).
È ancora possibile, in certe regioni e presso certi salumieri, acquistare delle andouille non affumicate e non cotte, come delle andouille affumicate ma non insaccate dal produttore.
Si distinguono numerosi tipi di andouille, non sempre molto chiaramente, dipendendo ciò dalle località e dai metodi di produzione, dall'esistenza di una clientela dal gusto più o meno formato da una "tradizione". Le denominazioni sono, per alcune, "ufficiali", riconosciute e descritte dal Code des usages de la charcuterie (che tiene conto dell'evoluzione degli usi e non è opera di storici esigenti); altre, seguendo l'esempio dell'Andouille du Val d'Ajol, che è un marchio depositato presso l'INPI (Istituto Nazionale della Produzione Industriale); altre, ancora, sono semplici denominazioni volontarie riprese dalla stampa locale, i cui autori mettono volentieri in risalto il "territorio".

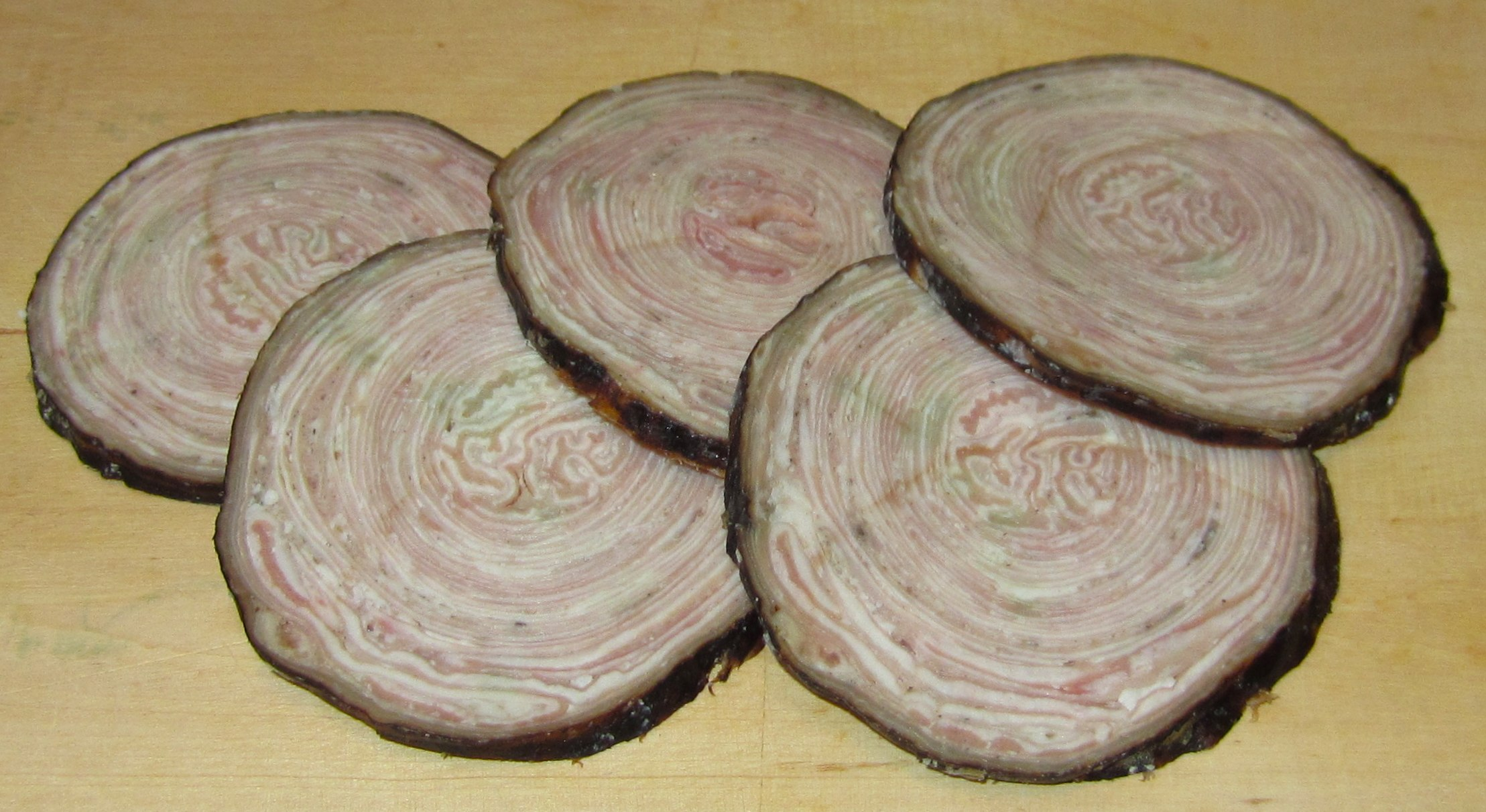
Andouille de Guéméné.

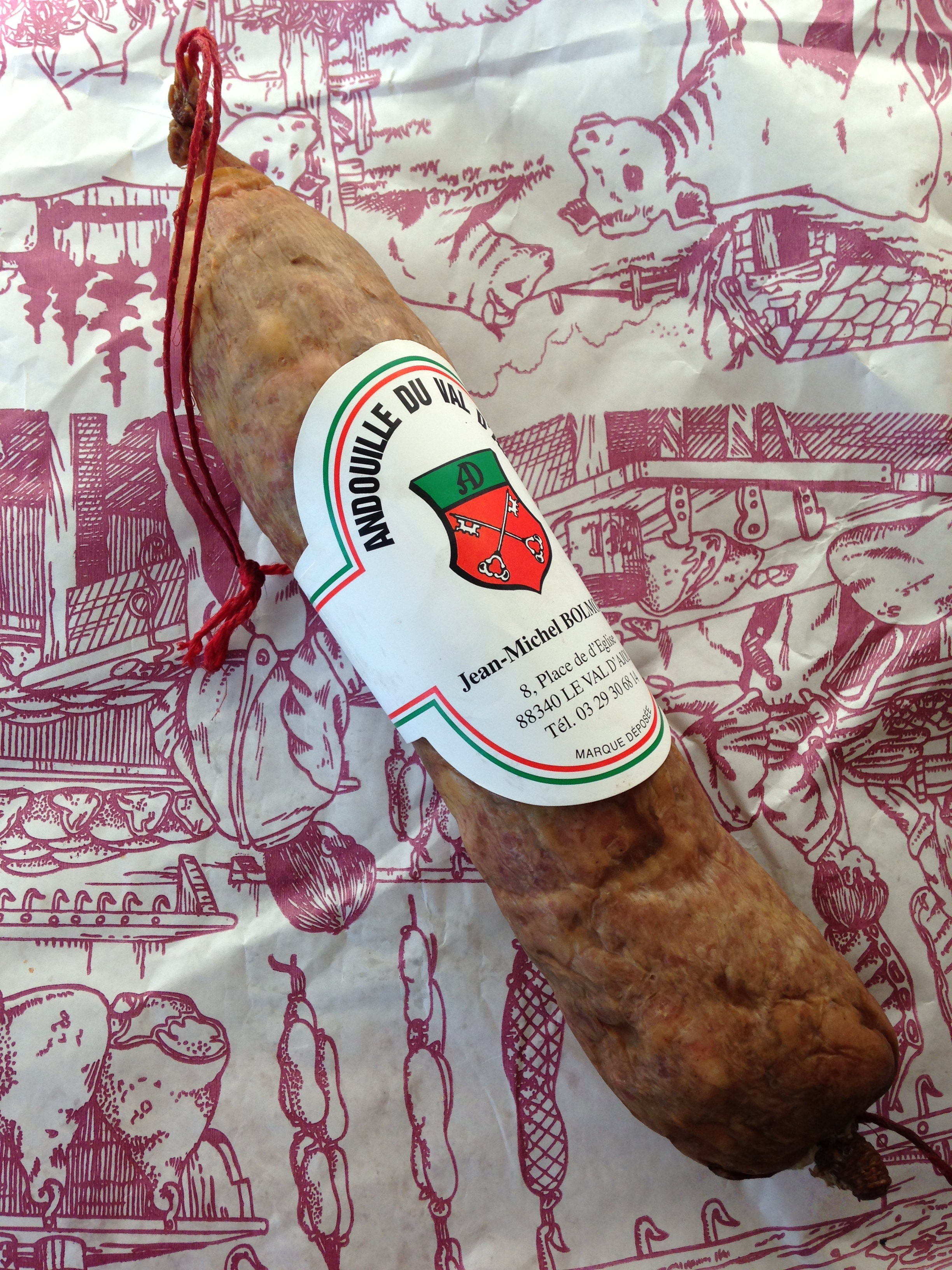
Andouille di Val-d'Ajol.

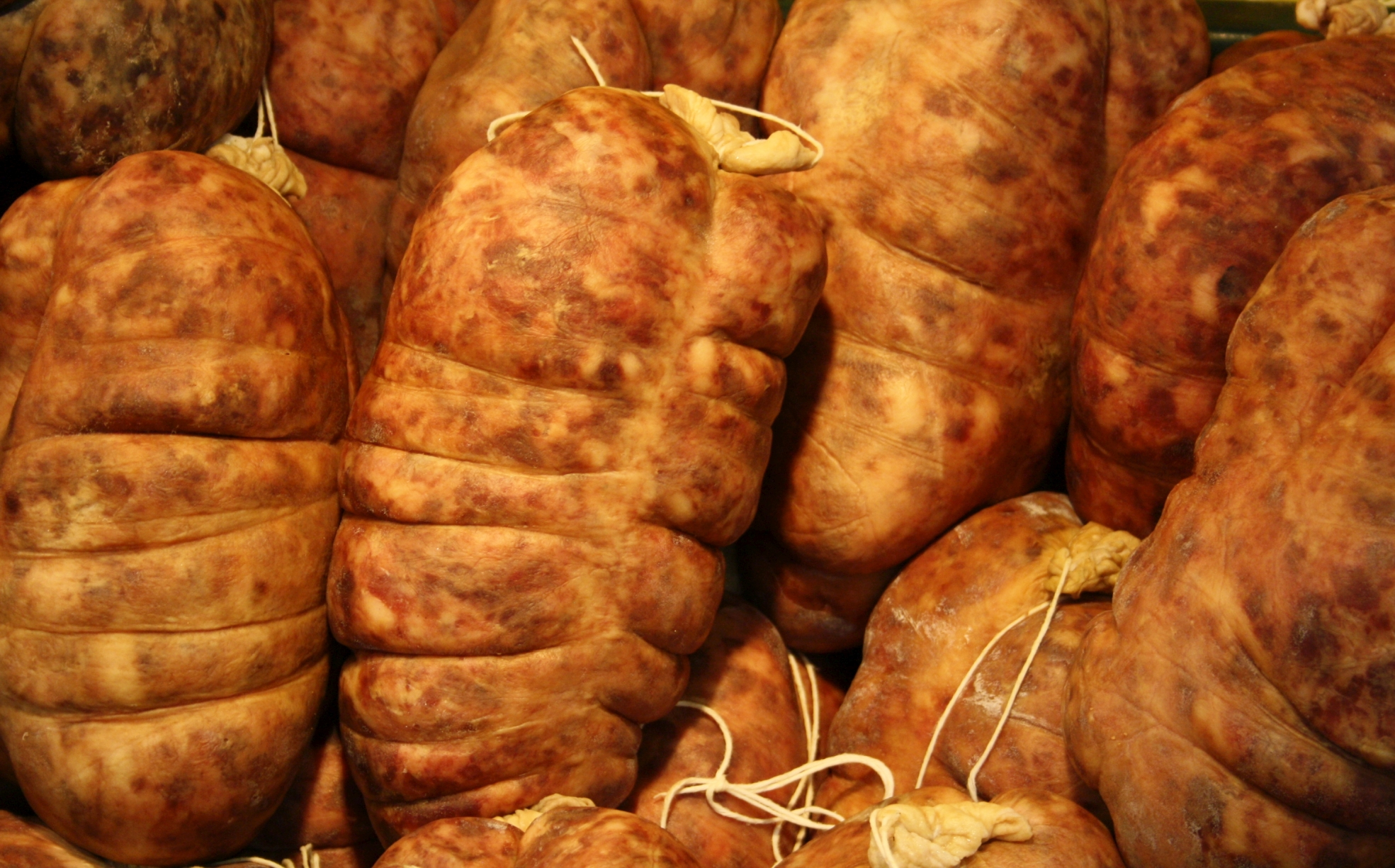
Andouille de Charlieu.

- l'andouille campagnarde (campagnola) (definizione facile, ma senza indicazione alcuna quanto alla composizione e alla preparazione);
- l'andouille de Baye (denominazione locale d'un'andouille corrispondente, secondo il Code de la charcuterie, alla categoria Andouille de Vire);
- l'andouille di Cambrai, citata nel Code des usages de la charcuterie come «denominazione particolare» ;
- l'andouille di Charlieu;
- l'andouille de Couenne, specialità del Sud-Ovest, citata nel Code des usages de la charcuterie come «denominazione particolare»
- l'andouille di Couvin (Belgio) ;
- l'andouille di Guémené, citata nel Code des usages de la charcuterie come «denominazione particolare» (uno dei prodotti più identificabili, con i suoi anelli concentrici), prodotta per infilature successive in intestino crasso di maiale che funge da contenitore.;
- l'andouille de Jargeau, citata nel Code des usages de la charcuterie ;
- l'andouille du Val-d'Ajol, che proviene da un'area dei Vosgi molto delimitata (marchio depositato nel 1994);
- l'andouille di Vire, citata nel Code des usages de la charcuterie come «denominazione particolare» e prodotta per riempimento (montaggio in forma ellittica delle budella attorcigliate);
- l'andouille de Revin, citata nel Code des usages de la charcuterie come «denominazione particolare»;
- l'andouille de Bretagne, o Bretonne supérieure, citata nel Code des usages de la charcuterie come «denominazione particolare» ;
- l'andouille rouge o sabardin, specialità della Loira, aromatizzata al vino rosso, citata nel Code des usages de la charcuterie come «denominazione particolare».
- il Grenier médocain, andouille non affumicata, composta di stomaco di maiale, repertoriata dal Code des usages de la charcuterie come «denominazione particolare» dal 2016;
- diverse andouille di paese, di tipo "Vire", composte con la testa e il cuore del maiale, in proporzioni variabli, non determinate attualmente (2017) dal Code des usages de la charcuterie.
- Andouille della Louisiana, Andouille di maiale con doppia affumicatura e fatta con aglio, vino e pepe.

Le differenze strutturali fra tali prodotti affumicati, i più commercializzati, sono evidenti alla vista.
Quelle di Vire e di Guéméné non sono necessariamente Vire e Guéméné. Tuttavia esse devono essere confezionalte completamente a mano quando la denominazione di vendita viene qualificata come authentique (autentica) o véritable (veritiera) (tutte le citazioni geografiche in etichetta implicano un'effettiva localizzazione: una véritable andouillette de Troyes, per esempio, deve provenire dal dipartimento dell'Aube o dai cantoni limitrofi.
La citazione di Andouille supérieure à, o aux, è lecita in Francia se è conforme alle prescrizioni del Code de la charcuterie, quando vi si aggiungono, in una certa percentuale, elementi di maiale, non usuali per questo prodotto, quali lardo o pancetta.
L'andouille de Couvin è costituita di un tratto d'intestino crasso, ove s'inseriscono altre budella sempre più sottili, mescolate a parti di lingua.
La 'nduja è un salame tipico della Provincia di Vibo Valentia in Calabria, molto saporito e piccante. Il suo nome proviene dal francese andouille, per allusione indubbiamente a un tipo di prodotto simile, a base di parti povere del maiale.

## Associazioni
Numerose confraternite, incoraggiate dagli Uffici del Turismo locale, celebrano l'andouille e ne fanno l'oggetto-feticcio di festival e di cerimonie fantasiose.
- La Confrérie des Chevaliers du Goûte-andouille di Jargeau organizza un concorso internazionale della migliore andouille.
- La Docte Insigne et Gourmande Confrérie des Taste-Andouilles et Gandoyaux di Val d'Ajol attribuisce, ogni anno, il "Premio letterario dell'andouille", facetamente soprannominato localmente il "Goncourt della salumeria" Il testo deve essere redatto su carta solforizzata di macelleria).
- La Confrérie des Chevaliers de la bonne Andouille di Aire-sur-la-Lys.
- La Confréries des faiseurs d'andouille di Charlieu.

## Etimologia ed evoluzione del termine
Dal Dictionnaire universel contenant généralement tous les mots français di Furetière, pubblicato nel 1690, fino alla nona edizione del Dictionnaire de l'Académie, passando per il Littré, un'etimologia è costantemente avanzata: la denominazione verrebbe dal latino inductilia (cose da introdurre), che deriva da inducere (introdurre).
Si noterà tuttavia che Furetière avanzò anche come etimo "un vecchio termine celtico o basso-bretone": Anduiller, secondo lui con lo stesso significato.
Il termine Andoile comparve, prima del 1200, in un episodio del Roman de Renart, che pone in scena la volpe e l'astuto gatto Tybert.
"Nuls ne puet bonne andouille faire de tels boiaus" (Nessuno può fare della buona andouille con tale budello), scriveva Jean de Meung, nel suo Testament, alla fine del XIII secolo.
Un secolo dopo, l'andouille (scritta Andoulle) ebbe gli onori del Ménagier de Paris, trattato d'economia domestica destinato all'educazione d'una sposa molto giovane:
« [...] les andouilles sont faites du boyau culier et autres boyaux gros, lesquels gros sont remplis des autres (...) » (le andouille sono fatte con la parte finale dell'intestino e altre parti, che sono sempre riempite delle altre…)
Nel XVIII secolo, l'erudito culinario Menon parlò delle andouille affumicate, ove la carne del coniglio si mescolava a quella del maiale, delle andouille de Troyes, delle andouille «di vitello, di manzo e di cotica».